# James MacKenzie

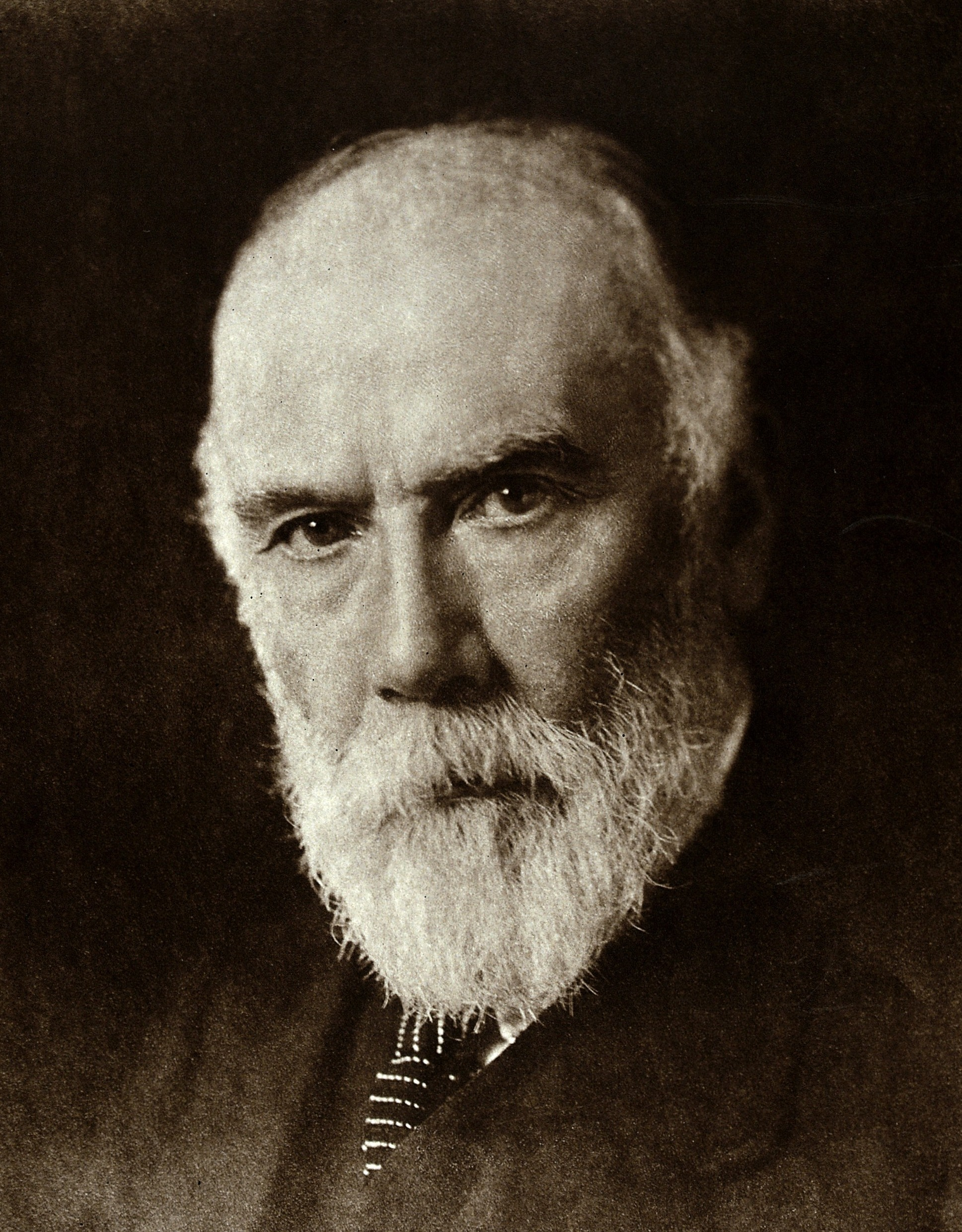
James MacKenzie

sir James MacKenzie (ur. 12 kwietnia 1853 roku w Scone, Perthshire, Szkocja, zm. 26 stycznia 1925 roku w Londynie) – szkocki kardiolog. Pionier badań zaburzeń rytmu serca. Dokonał pierwszych zapisów fal tętna w żyłach i tętnicach celem oceny funkcjonowania serca, w tym głównie rejestracji arytmii (konstrukcja została wykorzystana również w urządzeniach zwanych wariografami, poligrafami lub „wykrywaczami kłamstwa”). Napisał książkę The Study of the Pulse (1902). Był członkiem Royal Society (FRS).